# Sky (группа)
Sky — британская арт-рок-группа, специализирующаяся на смешении различных музыкальных направлений, включая прогрессивный рок, классику и джаз. Основана в 1978 году популярным британским классическим гитаристом австралийского происхождения Джоном Уильямсом. Уильямс за 20 лет студийной работы издал более 40 (!) альбомов и двадцать сборников с народной, классической и испанской музыкой. Только в 1979 году у него вышло три альбома и 7 сборников. Во время записи своего альбома «Travelling» Уильямс близко подружился с тремя сессионными музыкантами: басистом Херби Флауэрсом (выступал в поп-группе Blue Mink (1969—1974), позже в группе CCS Алексиса Корнера, год (1977) играл с «T.Rex» Марка Болана, а также участвовал в записи альбомов многих известных звёзд), клавишником Фрэнсисом Монкмэном (основателем прогрессив-рок-группы Curved Air (1969—1972), позже известным сессионным музыкантом) и перкуссионистом Тристаном Фрайем. Разножанровый арт-рок альбома «Travelling» неожиданно стал коммерчески успешным. И тогда эта четвёрка решила создать инструментальную супер-группу «Скай», пригласив ещё одного известного сессионного гитариста австралийца Кевина Пика.
В 1979 году группа выпустила одноимённый дебютный альбом, содержавший арт-рок-музыку в оркестровой аранжировке. Успех не заставил себя ждать. Вскоре альбом стал «золотым», а потом и «платиновым» в Британии и Австралии.
В 1981 году альбом был переиздан в СССР фирмой «Мелодия» (С60 15817-8) по лицензии западногерманской фирмы Ariola-Eurodisc GmbH, с почти оригинальной «небесной» обложкой. Названия композиций на конверте альбома даны на английском и русском языках.
После второго (двойного) альбома Sky II, где группа выдала электрическую версию «Toccata and Fugue in D Minor» Баха, основной композитор Монкмэн ушёл, чтобы заниматься своими проектами. Его заменил Стив Грэй, который привнёс заметное джазовое влияние в дальнейшую музыку группы. Но эксперименты с классической музыкой (Берлиоз, Вагнер, Прокофьев, а позже целый альбом «Моцарт») продолжались.
За пять лет группа выпустила пять успешных номерных альбомов, после шестого — Cadmium (декабрь 1983) ансамбль покинул основатель Джон Уильямс, решивший вновь полностью посвятить себя классической музыке.
Группа просуществовала до конца 1980-х и окончательно распалась.
В начале 1990-х группа изредка вновь собиралась, но новых записей уже не делала.

## Дискография
- Sky — 1979
- Sky II — 1980
- Sky 3 — 1981
- Sky 4 Forthcoming — 1982
- Sky Five Live — 1983
- Cadmium — 1983
- The Great Balloon Race — 1985
- Mozart — 1987
- Sky Vol.1 — 1993

## Состав
- Джон Уильямс — гитара (1978—1984)
- Херби Флауэрс — бас-гитара, контрабас, туба (1978—1995)
- Тристан Фрай — ударные, перкуссия, occasional trumpet (1978—1995).
- Фрэнсис Монкман — harpsichord, синтезаторы, церковный орган, occasional electric guitar (1978—1980)
- Кевин Пик — электрическая и акустическая гитары (1978—1991).
- Стив Грей (1944—2008) — клавишные, occasional saxophone (1981—1995).
- Пол Харт — клавишные, гитары, мандолина, cello, etc. (1984—1995)
- Ричард Дюран — акустическая и электро гитары (1992—1995)